# آتوم رادیماچر
آتوم رادیماچر (انگلیسی: Autumn Rademacher؛ زادهٔ ۷ سپتامبر ۱۹۷۵) بازیکن بسکتبال، و سرمربی (بسکتبال) اهل ایالات متحده آمریکا است.